# Liponeura itala
Liponeura itala är en tvåvingeart som beskrevs av Peter Zwick 1978. Liponeura itala ingår i släktet Liponeura och familjen Blephariceridae.
Artens utbredningsområde är Italien. Inga underarter finns listade i Catalogue of Life.